# Citrus nippokoreana
Espèce
Citrus nippokoreana, Korai tachibana, Kourai tachibana est un agrume sauvage endémique de l'île de Jeju en Corée et de Toragasaki, Kasayama à Hagi, préfecture de Yamaguchi au Japon où subsistent 3 rares arbres encore vivants (2024). Il est proche desTachibana, avec un fruit puisement parfumé de notes de yuzu et riche en composés fonctionnels.

## Dénomination
Citrus ×nippokoreana Tanaka, classé dans les Sinocitrus. Synonyme de Citrus ×tachibana (Makino) Yu.Tanaka. La primo description (1951. Stud. Citrology 12, pp. 55-65) par Tyozaburo Tanaka est en japonais (コウライタチバナの發見とタチバナ最北限地改訂の必 Découverte du tachibana coréen et nécessité de réviser la limite nord des Tachibana sauvages).
- En japonais コウライタチバナ (Kourai tachibana), 高麗タチバナ (kōraii tachibana),
- En coréen 청귤 (cheong-gyul) mandarine verte[4],
- En chinois 高麗橘 (Gāolí jú) orange coréenne, 靑橘 (qīng jú) orange verte.
- En anglais Korai tachibana mandarin[5].

## Phylogénie
Fang DeQiu et al. (1998) voient des liens de phylogénétiques étroites entre C. nippokoreana, C. hanayu, C. sudachi et C. yuko  avec les mandarines. Y. Nagano et al. (2014) à partir d'un gène du chloroplaste le rapproche de C. depressa. En 2015, Yan-Lin Sun et al. définissent un groupe monophylétique qui comprend C. nippokoreana, C. kinokuni, C. leiocarpa, C. tachibana, C grandis et C. tangerina. 

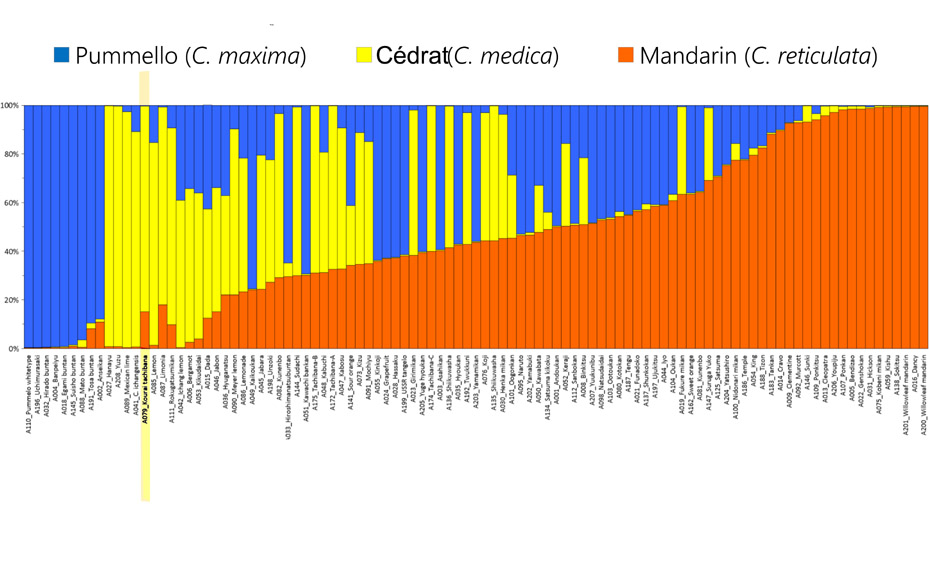
Kourai tachibana à gauche chez Tokurô Shimizu (2016), bien distinct des autres Tachibana avec une forte composante Cédrat et très faible introgression de pamplemoussier

Dans leur analyse des coordonnées principales de 101 variétés indigènes d'agrumes à l'aide de marqueurs d'ADN génomique, Shimizu et al. (2016) regroupent dans un cytotype C09 de type yuzu Hanayu, Kourai tachibana et yuzu. C. nippokoreana se trouve à égale distance du yuzu et des Tachibana proche de C. Limonia et de Hanayu, très loin de  C grandis et C. tangerina. Toutefois ils écrivent «Bien que le test de partage d'allèles ait identifié 2 mésappariements entre Kourai tachibana et yuzu, ces mésappariements ont été considérés comme causés par une erreur non identifiée de génotypage. Ils partagent le même cytotype yuzu suggérant que le yuzu serait le parent femelle de Kourai tachibana. Le test de partage d'allèles n'a pas permis d'identifier le parent pollinique qui pourrait être un tachibana inconnu».  T. Shimizu (2022) note que l'aspect gonflé de l'écorce du type yuzu se retrouve chez les fruits mûrs de Kourai tachibana, citron Ichang, Kabosu, Sudachi et Mochiyu tous 5 descendants du yuzu chez cet auteur.

## Description
L'arbre (jusqu'à 7 m de haut) pousse dans des forêts en zone montagneuse la floraison est tardive (juin) le fruit ne change pas de couleur avant mars. Il est sévèrement épineux avec des feuilles lancéolées (longueur de 6,5 cm large sur de 2,5 cm). Le fruit est plus gros que les tachibana, sphérique avec un diamètre de l'ordre de 4 cm et un poids de 20 à 30 g. Le péricarpe est rugueux et lâche comme celui du yuzu. La récolte a lieu en mars-avril avec un niveau de sucre très faible (2,4 ° brix) et une forte teneur en acide (4,2 %).

### Écologie
L'espèce est classée En danger critique d'extinction dans la liste rouge Global Red List of Japanese Threatened Plants References (et notée native de Corée) avec 3 spécimen inventoriés au Japon en 2011.  La zone de Kasayama où pousse les tachibana coréens est divisée en  2 parties: l'une avec l'arbre désigné Monument naturel national en 1926, l'autre avec l'arbre Monument naturel de la ville de Hagi. Le second est visible au 笠山コウライタチバナ自生地. Il est présent dans la collection de l'Université de Riverside, introduit depuis le Japon.

### Potentiel fonctionnel
Soo-Youn Choi et al. (2007) ont publié une étude comparative des contenus en flavonoïdes de 20 espèces d'agrumes présentes à Jeju, la peau du fruit vert (celle du fruit mûr est très pauvre en flavonoïdes) contient tous les flavonoïdes analysés en quantité moyenne sauf la rare Naringinine et loin derrière C. sunki, C. depressa et C. tachibana pour ce qui est de la nobilètine. Le niveau moyen de polyméthoxyflavones (PMF) est mesuré assez faible (1,33 mg/g) par rapport à Tachibana (8,45 mg/g) ou Kinokuni (5,9 mg/g), mais bien au dessus de la plupart des agrumes courants (0,75 mg/g chez l'orange douce). Une activité anti-inflammatoire est signalée (2020).